# مسجد النور (كوتاراي)
مسجد النور كوتاراي هو مسجد يقع في ساحة كوتاراي في مدينة جوهر بهرو في ولاية جوهر في ماليزيا، المسجد هو المسجد الوحيد في ماليزيا الذي يقع في مجمع للتسوق، المسجد مملوك من قبل شركة جوهر (جي-كورب) الذراع الاستثمارية لحكومة ولاية جوهر، في حين أن المسجد مسجد مكيف بالكامل، وهذه السمة لا تزال السمة المميزة للمسجد، كما أن المسجد يقع في مجمع للتسوق.

## وصلات خارجية
- صورة مسجد النور كوتاراي